# Майский (Горномарийский район)
Майский — выселок в Горномарийском районе Марий Эл Российской Федерации. Входит в состав Виловатовского сельского поселения.
Численность населения — 13 чел. (2010 год).

## География
Располагается в 7 км от административного центра сельского поселения — села Виловатово, в 1 км от деревни Шапкилей.

## История
Выселок основан в 1927 году под названием «Первое мая» переселенцами (6 семей) из разных марийских деревень. В их числе был крестьянин Иван Тимофеевич Кособоков из деревни Тетяново, давший название поселению.
В окрестностях выселка в 1937—1962 годах находился санаторий «Миияшинский источник», позднее преобразованный в районную психбольницу[в других источниках?].

## Население
| 2002 | 2010 |
| ---- | ---- |
| 23   | ↘13  |